# The Professor (pel·lícula de 1919)
The Professor és una pel·lícula muda incompleta dirigida i protagonitzada per Charles Chaplin. És una pel·lícula realitzada als estudis de la First National en la que Chaplin no interpreta a Charlot sinó a un domador de puces. Chaplin va abandonar la producció després de completar una única seqüència en una única bobina la qual es conserva als arxius de Chaplin. Probablement es va filmar per tal d’ajuntar-la amb altres seqüències descartades de les pel·lícules “Shoulder Arms” i “Sunnyside” per tal d’entregar-la a la United Artists com la vuitena pel·lícula de dues bobines que estava obligat a rodar per contracte, en un moment de disputa amb la productora que volia que la darrera entrega fos “The Pilgrim”.

## Argument
Chaplin és el "Professor Bosco", un domador de puces vingut a menys que es presenta a un alberg per passar la nit en una habitació comunitària. Durant la nit les puces s’escapen i Bosco les ha de recuperar amb el seu fuet. Després, en adormir-se un gos entra a la cambra i totes les puces acaben sobre seu. En adonar-se, Bosco abandona l’alberg a la recerca del gos.

## Repartiment
- Charlie Chaplin (Professor Bosco)
- Albert Austin (client de l’alberg)
- Henry Bergman (client barbut de l’alberg)
- Loyal Underwood (propietari de l’alberg)
- Tom Wilson (client de l’alberg)
- Tom Wood (client gras de l’alberg)